# Luiz Roberto Ortiz Nascimento
Luiz Roberto Ortiz Nascimento é um empresário brasileiro casado com Renata de Camargo Nascimento, filha de Sebastião Camargo.
Desde 1977 ele serve como vice-presidente no conselho de administração do Grupo Camargo Corrêa. 
Ele se formou em economia pela Universidade Presbiteriana Mackenzie em 1973. 
Foi membro do Conselho de Administração da Alcoa Alumínio S.A. e da  Santista Têxtil S.A. e presidente do conselho de administração da São Paulo Alpargatas S.A.
É também membro fundador do WWF no Brasil – World Wildlife Foundation.